# Mesosetum pappophorum
Mesosetum pappophorum är en gräsart som först beskrevs av Christian Gottfried Daniel Nees von Esenbeck, och fick sitt nu gällande namn av João Geraldo Kuhlmann. Mesosetum pappophorum ingår i släktet Mesosetum och familjen gräs. Inga underarter finns listade i Catalogue of Life.